# Pável Chíkov
Pável Vládimir Chíkov (19 de mayo de 1978, Kazán, URSS) es un abogado ruso, columnista, jefe del grupo internacional de derechos humanos Ágora y miembro del Consejo Presidencial para el Desarrollo de la Sociedad Civil y los Derechos Humanos (2012-2019). Es conocido en el ámbito del bloqueo regional en Rusia como abogado de la organización Telegram.

## Biografía
Nació el 19 de mayo de 1978 en la ciudad de Kazán en una familia de científicos y biólogos.

## Educación
Pável se graduó de la Facultad de Derecho de la Universidad Estatal de Kazán con el título de Derecho Internacional (2000). Luego consiguió otra graduación del programa de maestría en la Administración Pública de la Universidad de Dakota del Norte (Estados Unidos, 2001). En 2003 consiguió la candidatura a ciencias jurídicas al defender su tesis sobre "Sanciones militares en derecho internacional" en la Academia de Ciencias de la República de Tatarstán.

## Actividades sociales
En 2001 fundó el Centro de Derechos Humanos de la ciudad de Kazan bajo el cargo de jefe (ahora el Centro de Derechos Humanos de Kazan). En 2016 elaboró un comité para abordar incidentes en la salud de los pacientes de la ciudad.
Entre 2003 y 2005 asumió como Jefe del departamento jurídico de la Public Verdict Foundation (Moscú).
Desde abril de 2005 participa como Jefe de la Asociación Interregional de Organizaciones de Derechos Humanos "Agora". Organización que en 2016 la Corte Suprema de Tatarstán ordenó liquidarla.
Desde 2015 asume el cargo central del Grupo Internacional de Derechos Humanos de Agora. Uno de sus roles es ofrecer apoyo a activistas de la oposición rusa.

### Participación en Telegram
Además de usuario frecuente y administrador de su propio canal, Pável conoció a su homónimo Pável Dúrov cuando el fundador del servicio solicitaba personal legal. Desde 2017 se asignó como abogado coordinador de la organización Telegram en Rusia. En una entrevista en junio de 2018, admitió que ofreció asesoría sin coste. En agosto de 2018 colaboró en la actualización de los términos de servicio en contra de actividad terrorista.

## Experiencia
Es formador de derechos humanos del Grupo Helsinki de Moscú, experto en el Instituto de Derechos Humanos en el campo de las violaciones de derechos humanos cometidas por organismos encargados de hacer cumplir la ley y control público, miembro de la Asociación Rusa de Derecho Internacional. 
Desde 2001 enseñó en la Facultad de Derecho de la Universidad de Administración "TISBI" en Kazán, como profesor asistente de derecho constitucional e internacional.
Durante los años 2012 y el 21 de octubre de 2019 formó parte del miembro del Consejo Presidencial para el Desarrollo de la Sociedad Civil y los Derechos Humanos. Cargo que el presidente Vládimir Putin lo excluyó posteriormente.
Es coautor del concepto de reforma del Ministerio del Interior de la Federación de Rusia, propuesto para su implementación en 2010 por el Grupo de Trabajo de ONG sobre Reforma del Ministerio del Interior y expresado por la Cámara Pública de Rusia.
Pavel Chikov es columnista de medios rusos como Forbes.ru, RBC, Vedomosti, Republic y Novaya Gazeta.

## Premios
En 2014, Pável Chíkov y el grupo de derechos humanos Ágora recibieron el Premio en memoria del profesor Torolf Rafto por sus logros en la lucha por los derechos humanos.